# Prawa wyborcze

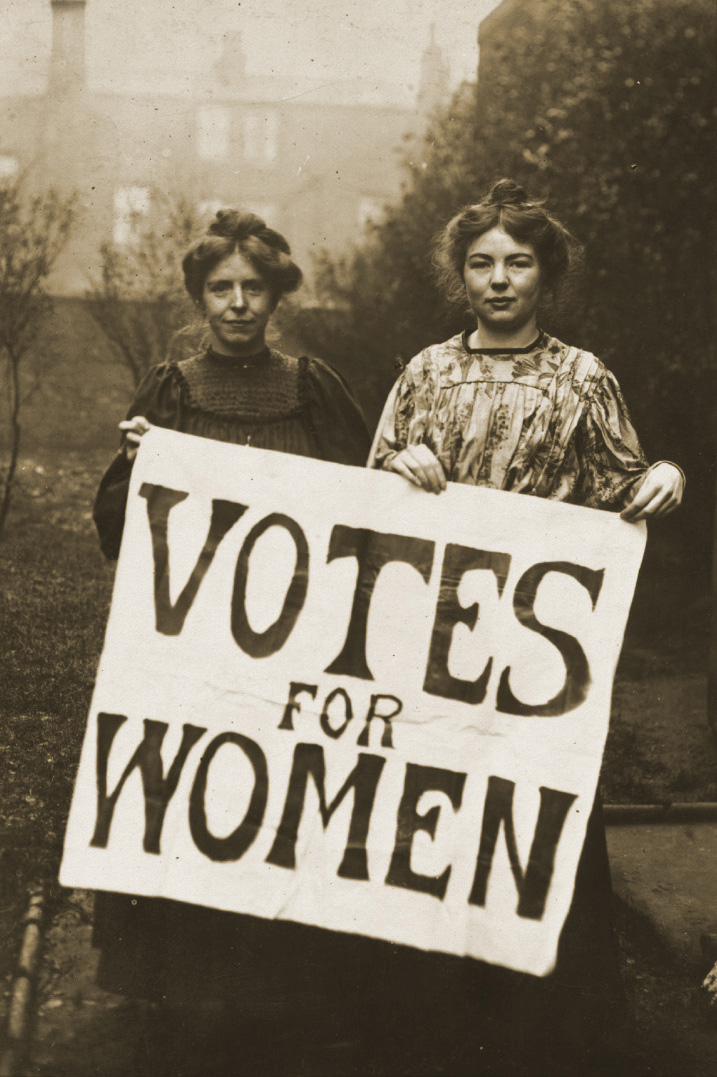
Manifestujące sufrażystki: Annie Kenney i Christabel Pankhurst

Prawa wyborcze – uprawnienia do głosowania bądź do kandydowania w wyborach.
Czynne prawo wyborcze oznacza uprawnienie do głosowania. W państwach demokratycznych jest najczęściej uzależnione od posiadania obywatelstwa danego państwa oraz osiągnięcia odpowiedniego wieku (najczęściej 18 lat). Prawa wybierania nie mają osoby pozbawione praw publicznych oraz ubezwłasnowolnione.
Bierne prawo wyborcze to uprawnienie do kandydowania w wyborach. Granica (cenzus) wieku jest najczęściej wyższa niż w przypadku czynnego prawa wyborczego (np. 35 lat w wyborach prezydenckich w Polsce, 30 lat w przypadku kandydowania na senatora). Stosowane są także inne ograniczenia, np. konieczność zamieszkiwania na danym terytorium przez określony czas (domicyl) lub wpłacenie odpowiedniej kaucji.